# Реј Романо
Рејмонд Алберт Романо (енгл. Raymond Albert Romano; рођен 21. децембра 1957. у Њујорку, Њујорк), амерички је позоришни, филмски, и ТВ глумац, писац, продуцент, редитељ, певач и комичар.
Добитник Еми награде и можда најпознатији по улози Рејмонда Барона у једној од најуспешнијих хумористичних серија, Сви воле Рејмонда. Учествује у серији Мушкарци средњих година.
Остале важне улоге су она Мамута Манфреда „Менија” (Ледено доба, Ледено доба 2: Отапање, Ледено доба 3: Диносауруси долазе, Ледено доба 4: Померање континената и Ледено доба: Велики удар), Хенди Харисона (Добродошли у Муспорт) и Била Бафалина Ирац.